# Glicogenosintesi
La glicogenosintesi è un processo che avviene nel citoplasma delle cellule del fegato e dei muscoli e consiste nella conversione del glucosio in glicogeno. Si forma così un glicogeno lineare che successivamente verrà ramificato nella sua struttura definitiva dall'azione di uno specifico enzima ramificante. L’azione opposta è la glicogenolisi.

## Aspetti generali
In tutti gli animali, il glucosio è conservato sotto forma di granuli di glicogeno, un omopolisaccaride ramificato. La glicogeno sintasi è un enzima che interviene nel legare una molecola di glucosio all'estremità non riducente (quella in cui si ha il glucosio terminale, con il C4 libero) della catena di glicogeno, allungandola. Affinché il glucosio possa essere legato alla catena di glicogeno, è necessario che esso sia legato a un nucleotide, formando l'uridina difosfoglucosio o uridina difosfato glucosio (UDPG). Questo enzima viene attivato per mezzo di una reazione chimica chiamata defosforilazione, controllata dall'azione ormonale dell'insulina, il cui scopo è quello di ridurre la concentrazione ematica di glucosio e riportarla alla concentrazione fisiologica. Pertanto l'insulina è chiamato ormone ipoglicemizzante.

## Introduzione alle reazioni che portano alla formazione dell'UDP-glucosio
Il glucosio presente nel fegato, attraverso l'enzima glucochinasi, viene convertito in glucosio-6-fosfato. La stessa cosa, accade per il glucosio che si trova nel muscolo, dove, a seguito dell'azione della esochinasi, viene trasformato in glucosio-6-fosfato. Il glucosio-6-fosfato che si è formato, viene convertito dalla fosfoglucomutasi in glucosio-1-fosfato (cioè un gruppo fosfato è legato al carbonio anomerico). Successivamente, avviene una reazione importantissima, che porta alla formazione dell'UDP-glucosio.

### Formazione dell'UDP-glucosio

Struttura dell'UDP-glucosio, implicato nella formazione e allungamento delle catene di glicogeno

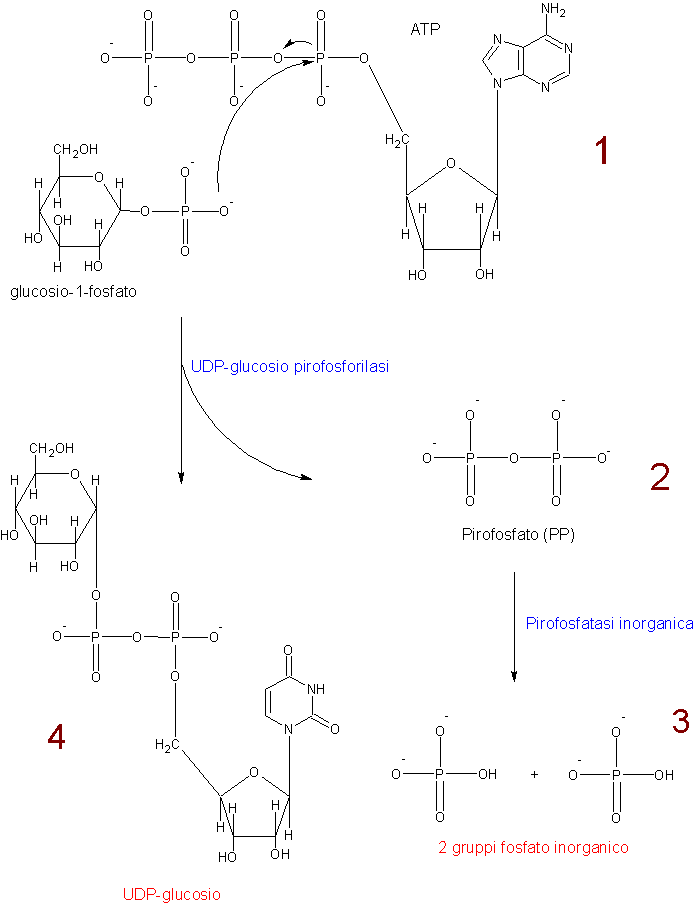
Tappe della reazione di formazione dell'UDP-glucosio

La tappa 1, come mostrato nell'immagine (Attenzione: l'immagine non mostra l'azione della UDP-glucosio pirofosforilasi, ma dell'ADP-glucosio pirofosforilasi; il meccanismo di azione però rimane sempre il medesimo) consiste nella reazione tra il gruppo fosfato del glucosio-1-fosfato (formato precedentemente) e adenosintrifosfato (ATP) o con un altro nucleoside trifosfato, attaccando il gruppo fosforico in α.
Questa reazione è catalizzata dall'enzima UDP-glucosio pirofosforilasi, che catalizza la liberazione di un gruppo pirofosfato dall'UTP (tappa 2) e formazione dell'UDPG (tappa 4).
Nella tappa 3, il gruppo pirofosfato formatosi, va incontro a un'altra reazione, catalizzata dalla pirofosfatasi inorganica che scinde il gruppo pirofosfato in due molecole di fosfato inorganico. Lo scopo di quest'ultima reazione è quella di favorire energeticamente la reazione di formazione dell'UDPG.

## Formazione della molecola di glicogeno e la glicogenina
Il glicogeno è una molecola molto ramificata. Per ottenere questo risultato, intervengono due enzimi: la glicogeno sintasi (preposta alla formazione della catena lineare di glicogeno) e la glicosil (glucan)-(1 → 6)-transferasi (preposta alla formazione delle ramificazioni). La glicogeno sintasi, affinché possa iniziare la formazione di una nuova catena di glicogeno, necessita che sia presente un primer, cioè un punto specifico dal quale iniziare la sintesi. Questo primer è chiamato glicogenina, una proteina che presenta un residuo di tirosina a cui viene legata la prima molecola di glucosio.

### Formazione della catena lineare di glicogeno (non ramificato)

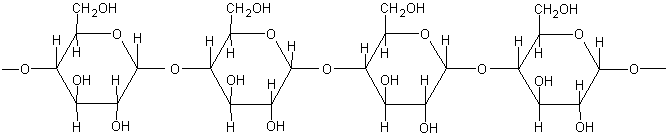
Glicogeno non ramificato

La glicogenina è capace di legare le prime sette unità di glucosio. Una volta formato questo breve tratto della catena di glicogeno, interviene la glicogeno sintasi, la quale prosegue il suo lavoro autonomamente, aggiungendo unità di glucosio. Le unità di glucosio vengono aggiunte sulle catene non ramificate, dove l'UDP-glucosio perde la porzione di-nucleotidica, mentre il glucosio viene legato dall'enzima all'estremità non riducente della catena. La glicogeno sintasi, è un enzima che polimerizza linearmente, ma non è capace di creare delle ramificazioni.

### Formazione delle ramificazioni nella catena di glicogeno

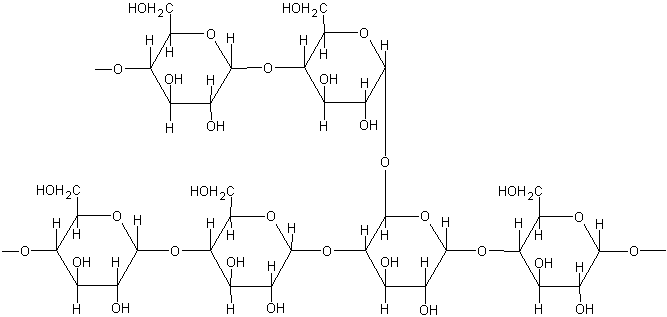
Glicogeno ramificato

A questo scopo interviene un altro enzima, chiamato glicosil-(1 → 6)-transferasi. L'enzima, ha la capacità di staccare circa sette residui di glucosio dalla estremità non riducente della catena lineare di glicogeno, e attaccarli a un'altra catena (o sempre alla stessa), che abbia almeno (circa) 11 o 12 residui di glucosio. Affinché possa formarsi una ramificazione deve formarsi un legame O-glicosidico α1→6, tra il gruppo – OH del carbonio anomerico di un residuo terminale di glucosio e il carbonio 6 (C-6) della catena lineare di glicogeno. Una volta terminata la sintesi della molecola di glicogeno, la glicogeno sintasi si stacca dalla neo-molecola di glicogeno sintetizzata, la quale però rimane ancora legata alla glicogenina.

## Attivazione della glicogeno sintasi
La glicogenosintasi, enzima chiave di questo processo biochimico, necessita di essere attivata affinché possa svolgere la propria funzione catalitica. La sua attivazione (glicogeno sintasi a) è strettamente legata alla defosforilazione dei suoi residui di serina operata da una fosfoproteina fosfatasi (anche chiamata glicogeno sintasi fosforilasi), la quale rimuove i gruppi fosforici dai residui di serina. Al contrario la sua inattivazione (glicogeno sintasi b) è strettamente legata alla fosforilazione dei suoi residui di serina mediata da una protein-chinasi (chiamata glicogeno sintasi chinasi - GSK), che aggiunge gruppi fosforici ai residui di serina dell'enzima. Questo evento biochimico (glicogeno sintesi) è opposto alla demolizione del glicogeno (glicogenolisi).

## Regolazione
Il glucagone (a livello del fegato dove esiste il proprio recettore), l'adrenalina (a livello del muscolo) regolano la degradazione del glicogeno (glicogenolisi) attivando la fosforilasi chinasi che attiva a sua volta la glicogeno fosforilasi e inibendo la glicogeno sintetasi; l'insulina agisce in modo opposto, favorendo quindi la sintesi di glicogeno (glicogenosintesi).